# کوثرریز
کوثرریز، روستایی از توابع بخش مرکزی شهرستان رفسنجان در استان کرمان ایران است.

## جمعیت
این روستا در دهستان اسلامیه قرار دارد و براساس سرشماری مرکز آمار ایران در سال ۱۳۸۵، جمعیت آن ۱٬۵۶۱ نفر (۳۵۰خانوار) بوده‌است.